# كأس الاتحاد الإنجليزي 1895–96
كأس الاتحاد الإنجليزي 1895–96 (بالإنجليزية: 1895–96 FA Cup)‏ هو الموسم 25 من  كأس الاتحاد الإنجليزي. أقيم بتاريخ 5 أكتوبر 1895، والذي يشرف على تنظيمه الاتحاد الإنجليزي لكرة القدم، وكان عدد الأندية المشاركة فيه  32، وفاز فيه شيفيلد وينزداي.